# Seleucis
Seleucis  (en llatí Seleucis, en grec antic Σελευκίς) era un districte de Síria que menciona Claudi Ptolemeu.
Tenia les ciutats de Gefira, Gindaros, i Imma. Estrabó l'anomena el millor de tots els districtes i diu que es coneixia també com a Tetràpolis per les seves quatre ciutats més importants, ja que en tenia moltes: Selèucia de Piera, Antioquia, Apamea i Laodicea. El districte d'Estrabó contenia quatre satrapies, i era més gran que el que considerava Claudi Ptolemeu, que situa les ciutats en diferents districtes, Antioquia a Cassiotis, Apamea a Apamene i Laodicea a Laodicene, però no diu que Selèucia fos a Seleucis, encara que es podria entendre així.